# John Mandrysch
John Mandrysch (* 18. Oktober 1996 in Erfurt) ist ein ehemaliger deutscher Radrennfahrer.

## Sportlicher Werdegang
2014 wurde John Mandrysch zweifacher deutscher Vize-Meister der Junioren im Zweier-Mannschaftsfahren und in der Mannschaftsverfolgung auf der Bahn. Zur Saison 2014 wurde er Mitglied im MLP Team Bergstraße, nach mehreren Wechseln fand er 2019 mit dem Team P&S Benotti seine sportliche Heimat, bei der er bis zum Karriereende blieb.
2019 gewann Mandrysch mit dem Puchar Uzdrowisk Karpackich das einzige UCI-Rennen seiner Karriere sowie die 40. Austragung der Erzgebirgs-Rundfahrt. In der Gesamtwertung der Rad-Bundesliga 2019 belegte er Platz zwei.
Im Oktober 2022 gab sein Team bekannt, dass Mandrysch zum Ende der Saison 2022 seine sportliche Karriere beendet.

## Erfolge
2019
- Puchar Uzdrowisk Karpackich